# Greatest Hits (álbum de Björk)
Greatest Hits es un álbum recopilatorio lanzado el 4 de noviembre de 2002 que presenta grandes éxitos de la cantante y compositora islandesa Björk. Las canciones fueron seleccionadas por fanes a través de una encuesta en el sitio web de Björk. El álbum presenta las canciones en orden descendente de votos, con la excepción de "It's In Our Hands" que era una canción nueva y aparece en el último lugar del disco.

## Lista de canciones
| Greatest hits |                                                  |                                   |          |  |
| N.º           | Título                                           | Escritor(es)                      | Duración |  |
| 1.            | «All Is Full Of Love» (Homogenic)                | Björk                             | 4:47     |  |
| 2.            | «Hyperballad» (Post)                             | Björk                             | 5:22     |  |
| 3.            | «Human Behaviour» (Debut)                        | Björk/Nellee Hopper               | 4:12     |  |
| 4.            | «Jóga» (Homogenic)                               | Björk/Sigur Jon Birgir Sigurdsson | 5:05     |  |
| 5.            | «Bachelorette» (Homogenic)                       | Björk/Sigur Jon Birgir Sigurdsson | 5:15     |  |
| 6.            | «Army of Me» (Post)                              | Björk/Graham Massey               | 3:56     |  |
| 7.            | «Pagan Poetry» (Vespertine)                      | Björk                             | 3:56     |  |
| 8.            | «Big Time Sensuality» (The Fluke Minimix, Debut) | Björk/Nellee Hopper               | 4:45     |  |
| 9.            | «Venus As A Boy» (Debut)                         | Björk                             | 4:40     |  |
| 10.           | «Hunter» (Homogenic)                             | Björk                             | 4:15     |  |
| 11.           | «Hidden Place» (Vespertine)                      | Björk                             | 5:28     |  |
| 12.           | «Isobel» (Post)                                  | Björk/Hooper/De Vries/Sigurdsson  | 5:47     |  |
| 13.           | «Possibly Maybe» (Post)                          | Björk/Nellee Hopper/De Vries      | 5:05     |  |
| 14.           | «Play Dead» (Debut)                              | Björk/David Arnold/Jah Wobble     | 3:55     |  |
| 15.           | «It's In Our Hands» (Inédita del disco)          | Björk                             | 4:15     |  |
| 72:19         |                                                  |                                   |          |  |

El álbum incluye un folleto con dibujos de la artista Gabríela Fridriksdóttir, con quien trabajó para el videoclip de Where is the line.

## Diferencia con las canciones originales
- La canción «All Is Full of Love» que aparecía originalmente en Homogenic era la versión de Howie B. La de este álbum es la versión de Björk, utilizada en el videoclip de la canción.
- La versión de «Big Time Sensuality» de este álbum es The Fluke Minimix (El minimix de Fluke), que fue la versión utilizada en el videoclip de dicha canción.

## Sencillos
«It's In Our Hands», canción inédita en el recopilatorio, fue lanzada como el único sencillo de este álbum, lanzado el 25 de noviembre de 2002. Se filmó un video, mientras Björk estaba aún embarazada, que fue dirigido por Spike Jonze.